# Kobe-Express-Klasse
Die Kobe-Express-Klasse ist die Bezeichnung eines Trios von Panamax-Containermotorschiffen der Hamburger Reederei Hapag-Lloyd. Die Klasse besteht aus den Schiffen Kobe Express, Düsseldorf Express und London Express, die 1997/98 in Betrieb genommen wurden. Die Schiffe wurden von Hapag-Lloyd ursprünglich als London-Express-Klasse geführt. Anfang der 2010er-Jahre wurde die Schiffsklasse in Kobe-Express-Klasse umbenannt.
Insgesamt umfasste die Baureihe dieses zwischen 1995 und 2000 gebauten Schiffstyps der Werft Samsung Heavy Industries in Geoje, Südkorea, zehn Einheiten.

## Die Schiffe
Es wurden 1995/96 zunächst vier Schiffe für die Reederei Neptune Orient Lines gebaut.
- 1995 Neptune Sardonyx[1] (IMO-Nr. 9077458), 2014 Abbruch in Alang
- 1995 N O L Seginus[2] (IMO-Nr. 9077460), 2015 Abbruch in Chittagong
- 1995 N O L Sheratan[3] (IMO-Nr. 9081203), 2014 Abbruch in Alang
- 1996 N O L Spinel[4] (IMO-Nr. 9081215), 2014 Abbruch in Alang

Die eigentlichen drei Schiffe der London-Express-Klasse folgten 1997/98.
- Erstes Schiff der Hapag-Lloyd-Serie war die 1997 übergebene Shanghai Express (IMO-Nr. 9143544) mit der Baunummer 1208. Das Schiff wurde am 28. Mai 1997 auf Kiel gelegt wurde und lief am 27. September 1997 vom Stapel. Die Ablieferung erfolgte am 1. Dezember 1997.[5] Als Hapag-Lloyd 2002 eine neue Shanghai Express erhielt, wurde das Schiff in Kobe Express umbenannt und ist so weiterhin in Fahrt.[6][7]
- Zweites Hapag-Lloyd-Schiff der Baureihe war die 1998 mit der Baunummer 1209 gebaute Düsseldorf Express (IMO-Nr. 9143556). Sie wurde am 21. August 1997 auf Kiel gelegt und lief am 29. November 1997 vom Stapel. Am 1. März 1998 wurde sie abgeliefert.[8] Das Schiff ist immer noch unter diesem Namen in Fahrt.[9][10]
- Namensgeberin der Klasse und letztes Hapag-Lloyd-Schiff der Baureihe war die 1998 mit der Baunummer 1210 abgelieferte London Express (IMO-Nr. 9143568). Nach der Kiellegung am 16. Januar 1998 lief das Schiff am 3. Mai 1998 vom Stapel und wurde am 12. August 1998 abgeliefert.[11] Das Schiff ist bis heute unter diesem Namen in Fahrt.[12][13]

Es wurden weitere drei Schiffe dieser Baureihe für die saudi-arabische Staatsreederei National Shipping Company of Saudi Arabia (NSCSA) fertiggestellt.
- 1999 Saudi Jeddah[14] (IMO-Nr. 9181651). Das Schiff wurde am 2. November 1998 auf Kiel gelegt und lief am 13. Februar 1999 vom Stapel. Am 14. Juni 2000 wurde es abgeliefert. Mittlerweile heißt das Schiff MSC Ingrid.[15]
- 1999 Saudi Jubail[16] (IMO-Nr. 9181663). Nach der Kiellegung am 28. Dezember 1998 unter der Baunummer 1261 lief das Schiff am 10. April 1999 vom Stapel und wurde am 13. August 1999 abgeliefert.[17] Seit 2002 trägt es den Namen MSC Matilde.
- 2000 Saudi Yanbu[18] (IMO-Nr. 9181675). Das unter der Baunummer 1262 gebaute Schiff wurde am 7. Juni 1999 auf Kiel gelegt, lief am 1. Oktober 1999 vom Stapel und wurde am 4. Januar 2000 abgeliefert. 2002 wurde das Schiff in MSC Sarah und 2023 in MSC Sarah V umbenannt.[19]

## Ungeklärter Todesfall auf derLondon Express

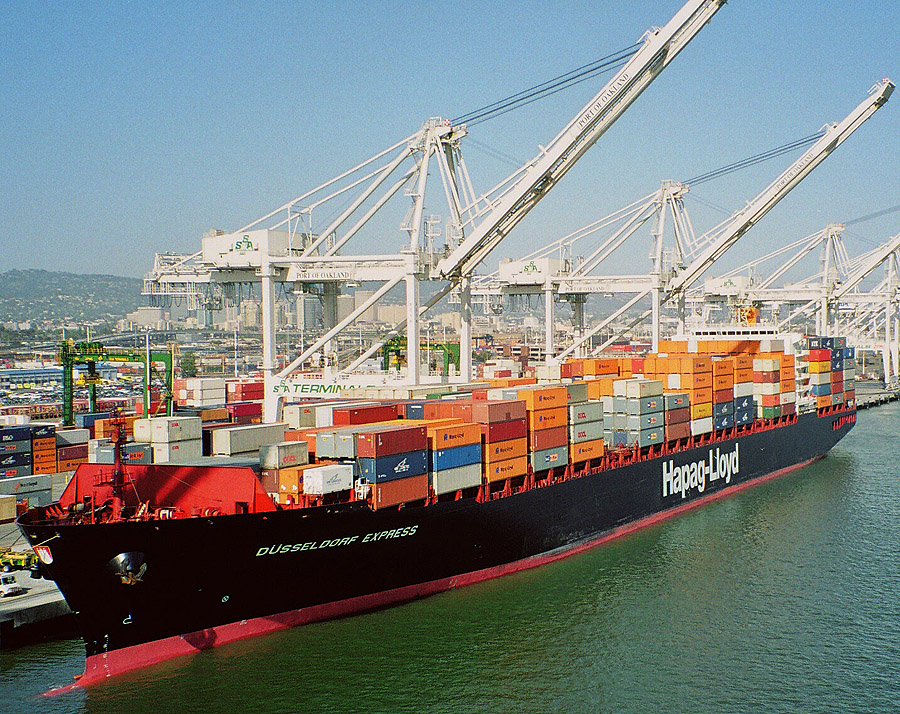
Die Düsseldorf Express

Vom 24. auf den 25. Oktober 2003 kam es während der Reise von Savannah nach Norfolk zu einem tödlichen Unfall. Ein Schiffsbetriebsoffizier wurde bei einer Kontrollbegehung im Spülluftkanal des Hauptmotors eingeschlossen und starb, nachdem das Schiff, trotz einer erfolglosen Suche nach dem Schiffsbetriebsoffizier, den Hafen verließ.